# Verbenalina
Verbenalina es un compuesto químico, clasificado como iridoides glucósido, que se encuentra en Verbena officinalis. Es uno de los promotores del sueño (con componentes soporíferos) en Verbena officinalis.